# 김기완 (축구 선수)
김기완(1966년 3월 16일 ~ )은 대한민국의 축구 선수이며, 포지션은 수비수이다.